# BSP (임베디드)
임베디드 시스템에서 보드 서포트 패키지(board support package, BSP)는 특별하게 지원 코드로 실시간 운영체제에 적합한 상태에 동작되도록 한다. 이것은 통상 부트 로더(bootloader)와 함께 생성되는데 실시간 운영 체제를 로드하기 위한 최소한의 장치를 지원하고, 하드웨어 보드의 모든 장치를 위한 디바이스 드라이버를 말한다.  어떤 공급자들은 또한 루트 파일 시스템(root file system), 툴 체인(toolchain) 그리고 장치를 위한 컨피규레이터(configurator)를 제공한다.

## 같이 보기
- 바이오스
- 통일 확장 펌웨어 인터페이스